# Stachydeoma graveolens
Stachydeoma graveolens är en kransblommig växtart som först beskrevs av Alvin Wentworth Chapman och Asa Gray, och fick sitt nu gällande namn av John Kunkel Small. Stachydeoma graveolens ingår i släktet Stachydeoma och familjen kransblommiga växter. Inga underarter finns listade i Catalogue of Life.